# Okręty podwodne typu Rota
Okręty podwodne typu Rota – duńskie okręty podwodne z okresu międzywojennego. W latach 1917–1922 w stoczni Orlogsværftet w Kopenhadze zbudowano trzy okręty tego typu. Jednostki weszły w skład Kongelige Danske Marine w latach 1920–1922. Wszystkie okręty zostały samozatopione w Kopenhadze 29 sierpnia 1943 roku, by uniknąć przejęcia przez Niemców, a w 1952 roku zostały złomowane.

## Projekt i budowa
Projekt jednostek typu Rota (zwany także typem C) został opracowany w duńskiej admiralicji, opierając się na konstrukcji amerykańskich okrętów Johna Hollanda, ale z szeregiem oryginalnych rozwiązań technicznych . Konstrukcja kadłuba z zewnętrznymi siodłowymi zbiornikami balastowymi podobna była do użytej w holenderskim okręcie podwodnym Hr.Ms. K I. Na prototypowej jednostce „Rota” na pokładzie przed kioskiem umieszczono obracalną wyrzutnię torpedową, jednak rozwiązanie to nie sprawdziło się i została zdemontowana, a pozostałe dwa okręty jej nie otrzymały.
Wszystkie okręty typu Rota zostały zbudowane w stoczni Orlogsværftet w Kopenhadze . Stępki jednostek położono w latach 1917–1918, a zwodowane zostały w latach 1918–1920.
| Okręt     | Stocznia      | Początek budowy | Wodowanie        | Wejście do służby | Los                                              |
| --------- | ------------- | --------------- | ---------------- | ----------------- | ------------------------------------------------ |
| „Rota”    | Orlogsværftet | marzec 1917     | 16 sierpnia 1918 | wrzesień 1920     | samozatopione 29 sierpnia 1943, złomowane w 1952 |
| „Bellona” | Orlogsværftet | czerwiec 1917   | 14 marca 1919    | lipiec 1921       | samozatopione 29 sierpnia 1943, złomowane w 1952 |
| „Flora”   | Orlogsværftet | sierpień 1918   | 23 kwietnia 1920 | styczeń 1922      | samozatopione 29 sierpnia 1943, złomowane w 1952 |

## Dane taktyczno-techniczne
Jednostki typu Rota były niewielkimi, przybrzeżnymi okrętami podwodnymi o konstrukcji jednokadłubowej. Długość całkowita wynosiła 47,5 metra, szerokość 4,4 metra i zanurzenie 2,7 metra. Wyporność normalna w położeniu nawodnym wynosiła 301 ton, a w zanurzeniu 369 ton. Okręty napędzane były na powierzchni przez dwa silniki wysokoprężne Burmeister & Wain o łącznej mocy 900 KM. Napęd podwodny zapewniały dwa silniki elektryczne Titan Electro o łącznej mocy 640 KM. Dwa wały napędowe obracające dwiema śrubami umożliwiały osiągnięcie prędkości 14,5 węzła na powierzchni i 10,5 węzła w zanurzeniu. Zapas paliwa płynnego wynosił 12 ton .
„Rota” wyposażony był początkowo w pięć wyrzutni torped kalibru 450 mm, bez torped zapasowych: cztery stałe (trzy dziobowe i jedna na rufie) oraz jedną obracalną na pokładzie przed kioskiem (później zdemontowaną) . Pozostałe dwa okręty miały wyłącznie cztery stałe wyrzutnie torpedowe . Broń artyleryjską stanowiło działo przeciwlotnicze kalibru 57 mm M1885 L/40 .
Załoga pojedynczego okrętu składała się z 17 (później 24) oficerów, podoficerów i marynarzy.

## Służba
Okręty podwodne typu Rota zostały wcielone do służby w Kongelige Danske Marine w latach 1920–1922 . Jednostki otrzymały numery taktyczne C1–C3 . Okręty pełniły aktywną służbę we Flotylli okrętów podwodnych do 1936 roku, kiedy to trafiły do rezerwy. 29 sierpnia 1943 roku „Rota”, „Bellona” i „Flora” zostały samozatopione w Kopenhadze, by uniknąć przejęcia przez realizujących operację „Safari” Niemców. Po zakończeniu wojny wraki okrętów podniesiono i złomowano w 1952 roku.